# 山口つばさ
山口 つばさ（やまぐち つばさ、6月26日 - ） は、日本の女性漫画家。
東京都出身。都立芸術高校、東京藝術大学卒。大学卒業後、アフタヌーン四季賞2014年夏で佳作を受賞。2019年に結婚。2020年に第44回講談社漫画賞総合部門を受賞。

## 作品リスト

### 連載作品
- 告白の時間+（『pixivコミック ビーボーイP!』、全3話）
- 彼女と彼女の猫（『月刊アフタヌーン』2016年4月号 - 7月号、全1巻）※原作：新海誠
- ブルーピリオド（『月刊アフタヌーン』2017年8月号 - 連載中、既刊17巻）

### 読切作品
- ヌードモデル（『good!アフタヌーン』2015年5号） - 『山口つばさ短編集 ヌードモデル』収録[3]
- おんなのこ（『good!アフタヌーン』 2015年9号） - 『山口つばさ短編集 ヌードモデル』収録[3]
- 神屋（『月刊アフタヌーン』2022年6月号[4] - 7月号[5]） - 前後編、『山口つばさ短編集 ヌードモデル』収録[3]

### イラスト
- 『あなたはここで、息ができるの？』（『新潮文庫nex』2020年5月、全1巻）※著：竹宮ゆゆこ

### キャラクターデザイン
- サントリージン『翠（SUI）』suis from ヨルシカ × 山口つばさ コラボレーションWeb CM「翠と唄えば」（2024年）[6]

## 出演

### ラジオ
- アフター6ジャンクション（2019年5月14日、TBSラジオ） ‐ 『ブルーピリオド』特集に伴ってのゲスト出演[7]。